# Дерев'яне мереживо Чернігова
«Дерев'я́не мере́живо Черні́гова» — волонтерська ініціатива, яка займається дослідженням та популяризацією дерев’яної архітектури Чернігова, а також відновленням різьбленого декору фасадів будинків.

## Передісторія
Північна частина Чернігівщини багата на ліси. Здавна деревина використовувалася місцевими жителями як основний будівельний матеріал для своїх осель та інших споруд. Проте через свою вразливість до пожеж така архітектура була недовговічною та постійно перебудовувалася.
В результаті боїв за Чернігів в 1941 та 1943 роках під час Другої світової війни місто було майже повністю зруйноване та надалі було відбудоване переважно з цегли та бетону.
Станом на початок XXI століття в місті залишилося декілька сотень дерев'яних будинків, більшість з яких була зведена наприкінці XIX – на початку XX століття. Велика частина цих будинків прикрашена традиційним для цього регіону різьбленням, яке місцеві називають мереживом. Майже всі вони знаходяться у приватній власності та не мають охоронного статусу. З кожним роком все більше власників перебудовують свої будинки та вкривають їх сучасними матеріалами з метою утеплення, знищуючи автентичне оздоблення.

## Онлайн-музей
У 2018 році у чернігівського активіста Станіслава Іващенка виникла ідея проєкту, основною метою якого було збереження дерев'яної архітектури міста. Для цього він з однодумцями створив онлайн-музей, в якому зібрано інформацію про дерев'яні будинки Чернігова та області.
Онлайн-музей доступний шістьома мовами та містить історичні відомості про будинки, їхні фото та місцезнаходження. Будинки об'єднані в туристичні маршрути, якими пропонують прогулятися містянам та туристам.
У червні 2025 року був запущений оновлений сайт проєкту. Він отримав розширений функціонал, включно з індивідуальними сторінками для дерев’яних будинків, розділом з архітектурними термінами, порадами для власників дерев’яних будинків та бібліотекою векторних елементів, доступних для безкоштовного завантаження. 

## Відновлення будинків

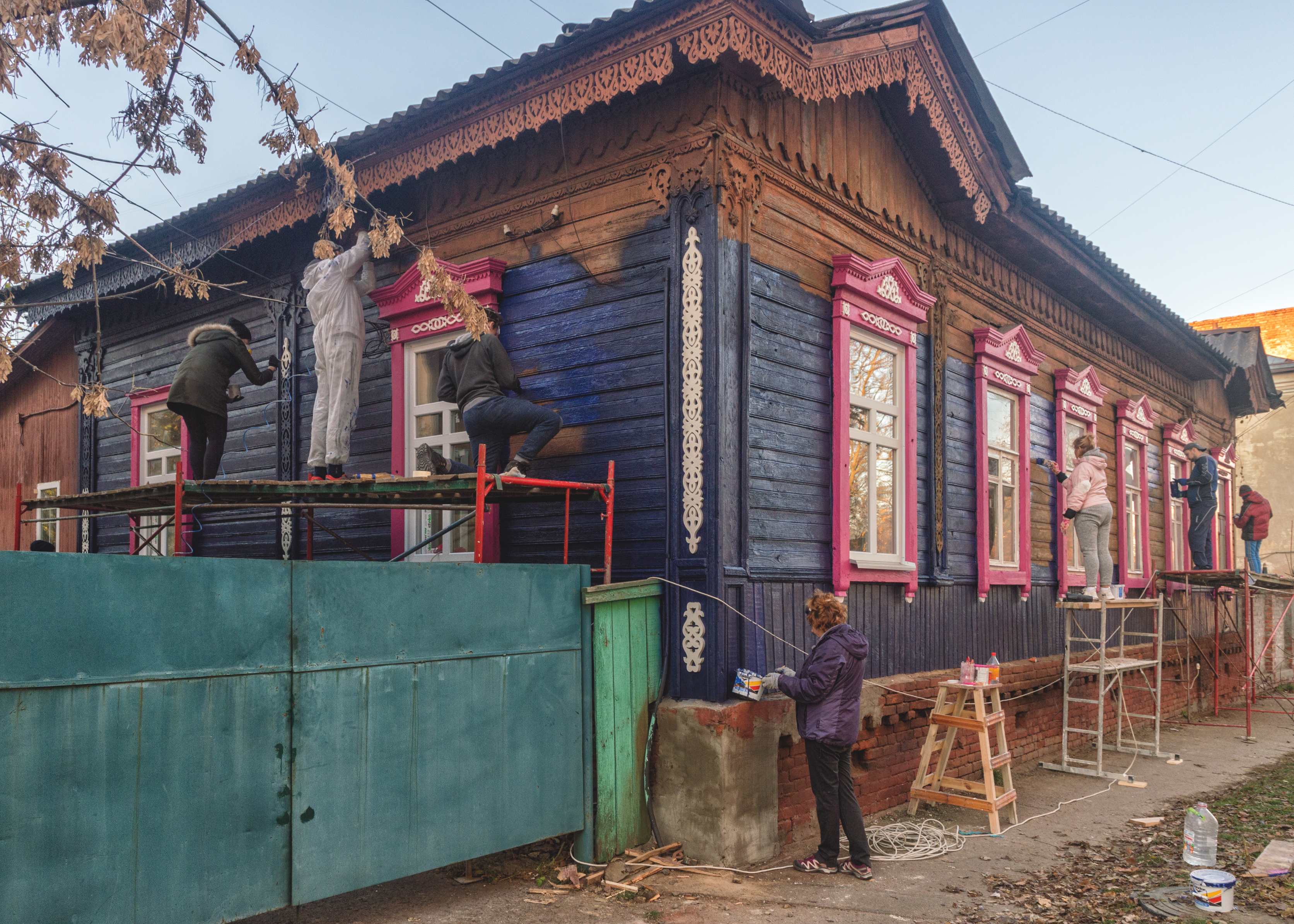
Толока з ремонту будинку

З 2019 року команда «Дерев'яного мережива Чернігова» почала займатися відновленням фасадів будинків, прикрашених дерев'яним різьбленням. Для цього волонтери проводять толоки, на яких зачищають фасади від старої фарби, замінюють втрачені елементи оздоблення, фарбують будинки.
Оскільки багато будинків поділені між кількома сім’ями, часто вони не мають уніфікованого вигляду. Відновленню будинку передує процес узгодження майбутніх змін з усіма власниками, (зокрема — єдиної кольорової схеми), зняття замірів та створення макетів оздоблення, яке необхідно виготовити на заміну втраченому або пошкодженому. У виготовленні мережива проєкту допомагає кафедра технологій машинобудування та деревообробки Національного університету «Чернігівська політехніка». Процес автоматизовано завдяки використанню верстатів з числовим програмним керуванням.
За декілька років діяльності волонтерам вдалося відновити понад десяток будинків у Чернігові та області:

### Відремонтовані будинки
| №  | Адреса | Дата реставрації           | Фото до | Фото після | Примітка                                                                                                   |
| -- | --- | -------------------------- | ------- | ---------- | --- |
| 1  | Старий Білоус, вул. 30-річчя Перемоги, 44-Л 51°29′12″ пн. ш. 31°13′04″ сх. д. / 51.486647° пн. ш. 31.217848° сх. д. | літо 2019                  |         |            | Відновлено карниз на фасаді та відбудовано флігель                                                         |
| 2  | Седнів, вул. Пекурівська, 20 51°39′25″ пн. ш. 31°34′19″ сх. д. / 51.656811° пн. ш. 31.57205° сх. д.                 | квітень 2020               |         |            | Створено 2 сандрики на вікнах                                                                              |
| 3  | Чернігів, вул. Зелена, 15 51°30′05″ пн. ш. 31°17′55″ сх. д. / 51.501454° пн. ш. 31.298475° сх. д.                   | червень 2020               |         |            | Відновлено 4 пілястри і 60 % карнизу, пофарбовано головний фасад                                           |
| 4  | Чернігів, вул. Успенська, 34 51°28′50″ пн. ш. 31°17′47″ сх. д. / 51.4806° пн. ш. 31.29651° сх. д.                   | липень 2020 – серпень 2021 |         |            | Відновлено фундамент, мереживо на веранді, колони, карниз, сандрики, віконниці                             |
| 5  | Чернігів, вул. Івана Карпенка-Карого, 11 51°30′12″ пн. ш. 31°18′59″ сх. д. / 51.503334° пн. ш. 31.316419° сх. д.    | весна 2021                 |         |            | Відновлено карниз, сандрики, пілястри, пофарбовано фасад                                                   |
| 6  | Чернігів, вул. Фабрична, 12 51°29′02″ пн. ш. 31°17′09″ сх. д. / 51.483992° пн. ш. 31.285888° сх. д.                 | квітень 2021               |         |            | Створено карниз для тильної частини будинку                                                                |
| 7  | Чернігів, вул. Василя Стуса, 16 51°29′51″ пн. ш. 31°17′46″ сх. д. / 51.497415° пн. ш. 31.296179° сх. д.             | осінь 2021 – літо 2022     |         |            | Відновлено фасад будинку з його дерев'яним оздобленням (карниз, сандрики, підзор, пілястри)                |
| 8  | Чернігів, вул. Миколи Василенка, 12 51°28′55″ пн. ш. 31°17′09″ сх. д. / 51.482044° пн. ш. 31.285738° сх. д.         | літо–зима 2022             |         |            | Створено дерев'яне оздоблення для вікон, карнизу, фронтону і пілястр                                       |
| 9  | Чернігів, вул. Земська, 1 51°30′31″ пн. ш. 31°18′35″ сх. д. / 51.508523° пн. ш. 31.309856° сх. д.                   | березень–квітень 2023      |         |            | Відновлено дерев'яне різьблення та фасад будинку, розпис віконниць традиційними українськими малюнками     |
| 10 | Чернігів, вул. Музейна, 2Б 51°29′20″ пн. ш. 31°18′40″ сх. д. / 51.488862° пн. ш. 31.311237° сх. д.                  | весна–літо 2023            |         |            | Відновлено головний фасад будинку та його дерев'яне оздоблення                                             |
| 11 | Чернігів, вул. Гонча, 92 51°30′17″ пн. ш. 31°17′34″ сх. д. / 51.50481° пн. ш. 31.29286° сх. д.                      | весна–осінь 2024           |         |            | Відновлено весь фасад будинку та дерев'яне оздоблення, створено садрики                                    |
| 12 | Чернігів, вул. Хлібопекарська, 5 51°29′18″ пн. ш. 31°17′37″ сх. д. / 51.488204° пн. ш. 31.293618° сх. д.            | осінь 2023 – літо 2024     |         |            | Відновлено головний фасад будинку, створено садрики з об'ємним різьбленням                                 |
| 13 | Чернігів, вул. Василя Варзара, 12 51°28′55″ пн. ш. 31°17′37″ сх. д. / 51.48185° пн. ш. 31.293546° сх. д.            | липень 2024 – червень 2025 |         |            | Відновлення фасаду 175-річного будинку. Виготовлено нові віконниці, відновлено карниз і елементи сандриків |

## Популяризація деревʼяної архітектури
Команда ДМЧ прагне перетворити унікальну дерев’яну архітектуру міста на впізнаваний культурний бренд. Задля цього волонтери ініціативи не лише займаються відновленням фасадів старовинних будинків, а й проводять регулярні екскурсії, беруть участь у документальних та розважальних проєктах, дають відкриті лекції, ведуть сторінки у соціальних мережах, а також створюють різноманітні відеоматеріали про дерев’яну архітектуру Чернігова.
Крім того, проєкт «Деревʼяне мереживо Чернігова» випускає власну сувенірну продукцію, брендовану елементами дерев’яного різьблення.

## Дослідження та збір матеріалів
Окрім відновлення фасадів та популяризації деревʼяної архітектури Чернігівщини, проєкт займається дослідженням і документуванням найцікавіших її зразків. Волонтери регулярно вирушають в експедиції до містечок і сіл Чернігівської області, де спілкуються з місцевими мешканцями, збирають історії про будинки, фіксують їхні точні координати та фотографують. Зібрана інформація поступово наповнює онлайн-музей.
Час від часу у процесі відновлення фасадів волонтери демонтують старі, пошкоджені елементи різьблення, які підлягають заміні. Частину з них передають до фондів Національного історико-архітектурного заповідника «Чернігів стародавній». Вони зберігаються у приміщенні Чернігівського колегіуму як цінні зразки традиційного оздоблення деревʼяних і мурованих будинків.